# 蒙塔莱
蒙塔莱（義大利語：Montale），是意大利皮斯托亚省的一个市镇。总面积32.02平方公里，人口10709人，人口密度334.4人/平方公里（2009年）。ISTAT代码为047010。

## 友好城市
- 法國 桑利斯